# Víkarbyrgi
Víkarbyrgi er en forladt bygd på Suðuroys sydøstkyst, ved Víkarfjørður og nordvest for holmen Baglhólmur. Foruden Víkarbyrgi medregnes også Hamrabyrgi som en del af bygden. De to bygder, der kun adskilles af åen, blev lagt øde af pesten sóttin 1349 og var ubeboet, indtil omkring 1830.

## Sagn
En kvinde, kaldet "Sneppan" fra Hamrabyrgi, var den eneste overlevende. Den lange isolation under pesten den sorte død gjorde, at hun efter pestens ophør ikke ville have kontakt med andre. For at hun ikke skulle dø af sult, hejste mænd fra nabobygden Sumba tørret kød ned til hende fra en fjeldhammer. En mark i Hamrabyrgi bærer navnet "Snepputoftin" efter hende. (Ruinresterne ved vandfaldet).
Bygden var indtil pestens hærgen i middelalderen én af de største bygder på Suðuroy med egen kirke og kirkegård, og rester derfra kan ses endnu. i 1830 blev Víkarbyrgi igen beboet, da Joen Joensen fra Sumba byggede hus og med sin familie flyttede til stedet. Fra 1980-erne har der ikke været nogen fast beboelse i bygden. Se de mange tomter og stengærder fra middelalderen, særlig i nærheden af elven mod vest ved det lille vandfald..
Sydøst for Víkarsbyrgi ligger den lille karakteristiske holm Baglhólmur, hvis navn sættes i forbindelse med det latinske ord "Bachulus", (bispestav). Baglhólmur har formodentlig været beboet af irske munke, før Vikingetiden på Færøerne.

## Historie
Víkar var indtil 1349 en vigtig bygd, med sin egen katolske kirke.
- 695 Irske munke “Paperne” fordrives formodentlig fra Baglahólmur.
- 1349 Den sorte pest udsletter bygden, kun kvinden Sneppan overlever.
- 1830 Joen Joensen bygger hus.
- 1834 Víkarbyrgi har 13 indbyggere.
- 1906 40 mennesker bor her.
- 1942 Den 31. marts driver en mine i land og beskadiger en del huse.
- 1970 Víkarbyrgi har 22 indbyggere.
- 1977 Bygden var den sidste på Suðuroy, der fik vejforbindelse. Et lakseopdræt oprettes.
- 1998 I november forlader de sidste to fastboende bygden.
- 2007 har bygden igen 2 indbyggere

- Ruiner fra middelalderen
- Vikarfjørður
- Landingspladsen
- Baglhólmur, Porkerisnes, Lítla Dímun og Stóra Dímun